# ادوارد میلیتونیان
ادوارد گئورگی میلیتونیان (ارمنی: Էդվարդ Գևորգի Միլիտոնյան؛  زادهٔ ۱۲ مهٔ ۱۹۵۲) شاعر، نقاش اهل ارمنستان است.

## زندگی‌نامه
وی در ۱۲ مه ۱۹۵۲ در ایروان به دنیا آمد و از دانشکده فلسفه دانشگاه دولتی ایروان (۱۹۷۴) فارغ‌التحصیل گشت. وی عضو اتحادیه نویسندگان ارمنستان است و در تسیتسرناک، گارون، رادیوی عمومی ارمنستان، وزارت دفاع جمهوری ارمنستان، اتحادیه نویسندگان ارمنستان و وزارت فرهنگ ارمنستان فعالیت می‌کند. همچنین برندهٔ جوایزی همچون جایزه دولتی جمهوری ارمنستان، مدال طلای وزارت فرهنگ جمهوری ارمنستان، و چهره فرهنگی شایسته جمهوری ارمنستان و چهره فرهنگی شایسته جمهوری ارمنستان شده است.